# Cruzador torpedeiro

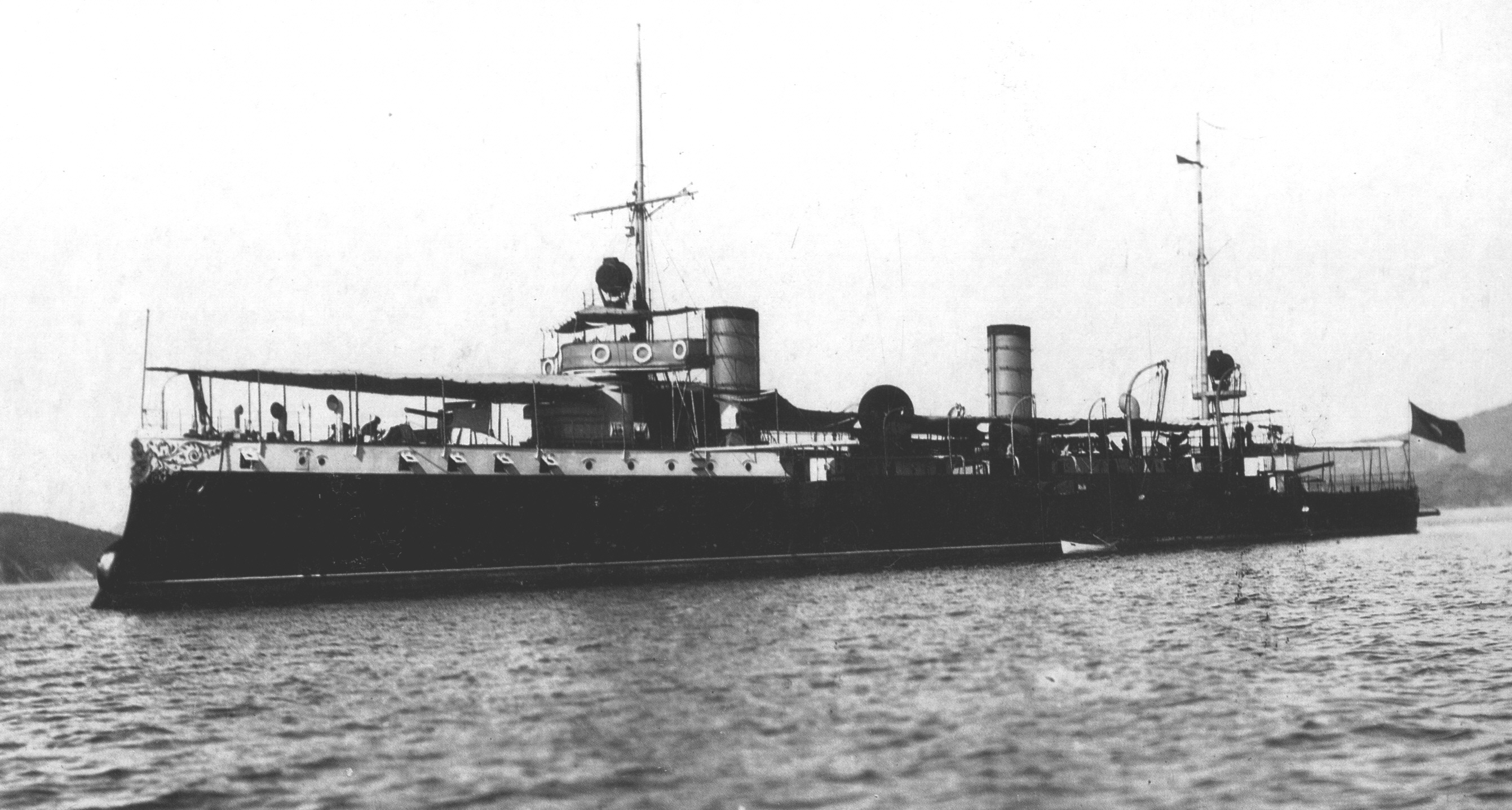
Cruzador torpedeiro brasileiro Tupi

Um cruzador torpedeiro é um tipo de navio de guerra que é armado principalmente com torpedos. As principais marinhas começaram a construir cruzadores torpedeiros logo após a invenção do torpedo locomotivo Whitehead na década de 1860. O desenvolvimento do torpedo deu origem à doutrina da Jeune École, que defendia que pequenos navios de guerra armados com torpedos poderiam derrotar de forma eficaz e barata couraçados muito maiores. Os cruzadores torpedeiros caíram em desuso na maioria das marinhas das grandes potências na década de 1890, embora muitas outras marinhas continuassem a adquiri-los até o início do século XX.
A Marinha Imperial Japonesa reconstruiu dois cruzadores leves da classe Kuma em cruzadores torpedo durante a Segunda Guerra Mundial. Ao contrário dos navios anteriores, essas embarcações foram projetadas para lançar seus torpedos de oxigênio Long Lance a uma distância extrema durante a noite para surpreender os navios de guerra inimigos. No entanto, nunca entraram em ação em seus papéis pretendidos e foram rapidamente convertidos em transportes de tropas. A Marinha do Brasil operou três navios dessa característica, pertencentes à classe Tupi.

## História

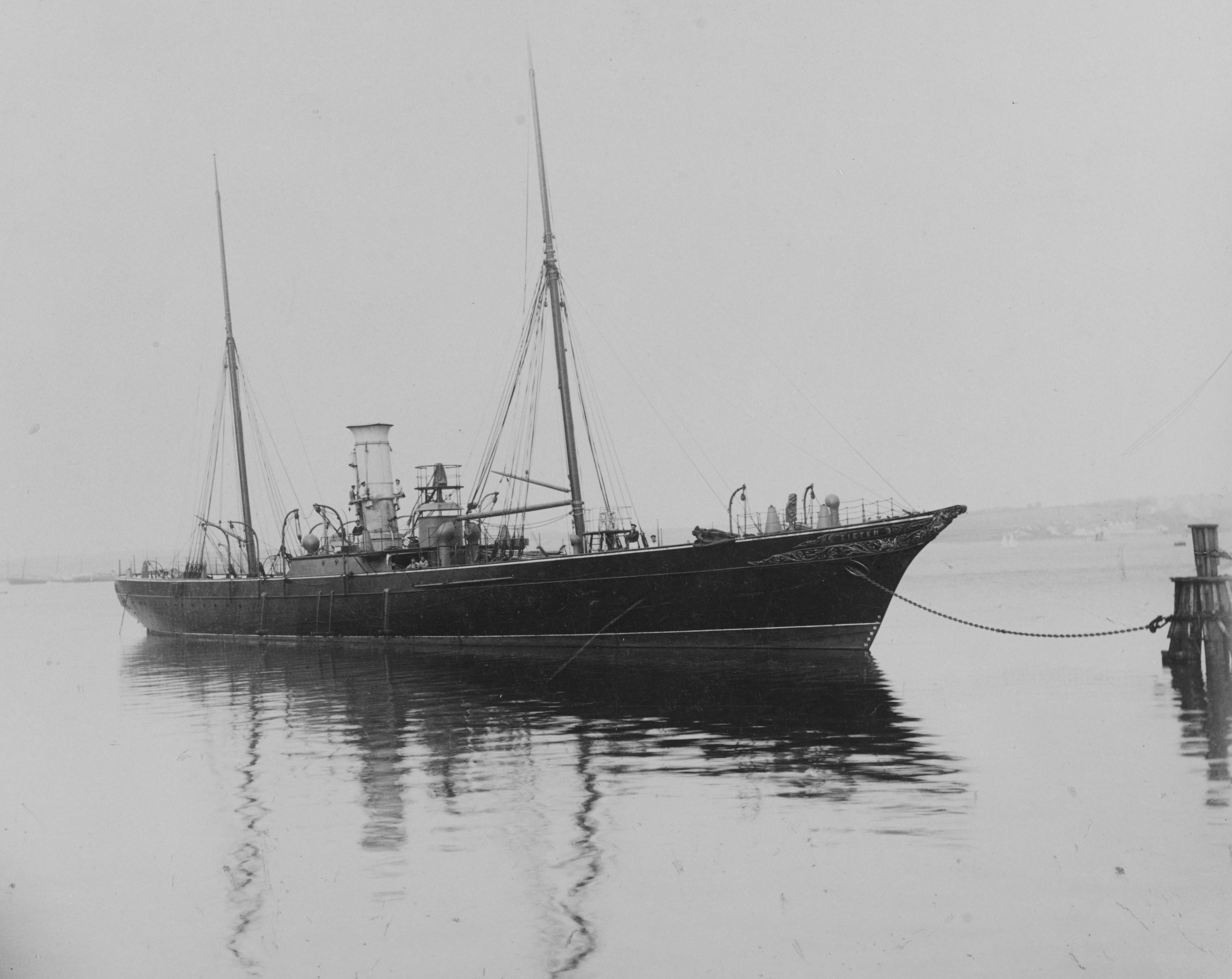
Aviso alemão SMS Zieten

O cruzador torpedeiro surgiu da Jeune École, um conceito estratégico naval que argumentava que os grandes encouraçados então sendo construídos na Europa poderiam ser facilmente — e, mais importante, econômicamente — derrotados por pequenos navios de guerra armados com torpedos. Na recém-unificada Alemanha, o novo cruzador torpedeiro foi adotado como uma arma poderosa para uma nova marinha que não tinha tradições reais de construção naval ou navegação oceânica. Os primeiros navios torpedeiros alemães foram classificados como avisos, sendo o primeiro o SMS Zieten, lançado em 1876. 0Inicialmente, ele estava armado com apenas dois tubos de torpedo de 380 milímetros, complementados em 1878 por dois canhões de 120 mm e seis metralhadoras.[carece de fontes?]
O entusiasmo da Kaiserliche Admiralität (Almirantado Imperial) alemã foi especialmente notável durante o mandato do General Leo von Caprivi: um total de oito embarcações foram construídas, projetadas para servir com flotilhas de menores barcos torpedo e integradas a um sistema defensivo de campos minados e artilharia costeira. O típico torpedeiro alemão passou a ser armado com uma salva de três tubos de torpedo, um fixo na proa e dois em suportes giratórios em ambos os lados do casco. Sua artilharia era relativamente modesta, com duas armas de calibre médio montadas na frente e atrás, e vários canhões de menor calibre em contrafeito, projetados principalmente para se defender contra atacantes menores, como barcos torpedeiros.[carece de fontes?]
Simultaneamente à aquisição do Zieten pela Alemanha, a Regia Marina lançou o pequeno cruzador Pietro Micca em 1875, armado com um único tubo de torpedo e duas metralhadoras. A Regia Marina construiu mais dezessete cruzadores torpedo ao longo de cinco classes nos vinte anos seguintes. A partir de 1879, a Marinha Francesa também começou a experimentar com esse tipo, primeiro com o cruzador Milan, antes de construir uma série de avisos torpedo menores semelhantes ao Zieten. A Marinha Austro-Húngara adotou uma organização semelhante para as águas confinadas do Mar Adriático, com flotilhas de barcos torpedeiros agrupadas com cruzadores torpedeiros, destinados a derrotar navios de guerra inimigos que atacassem a costa austro-húngara.

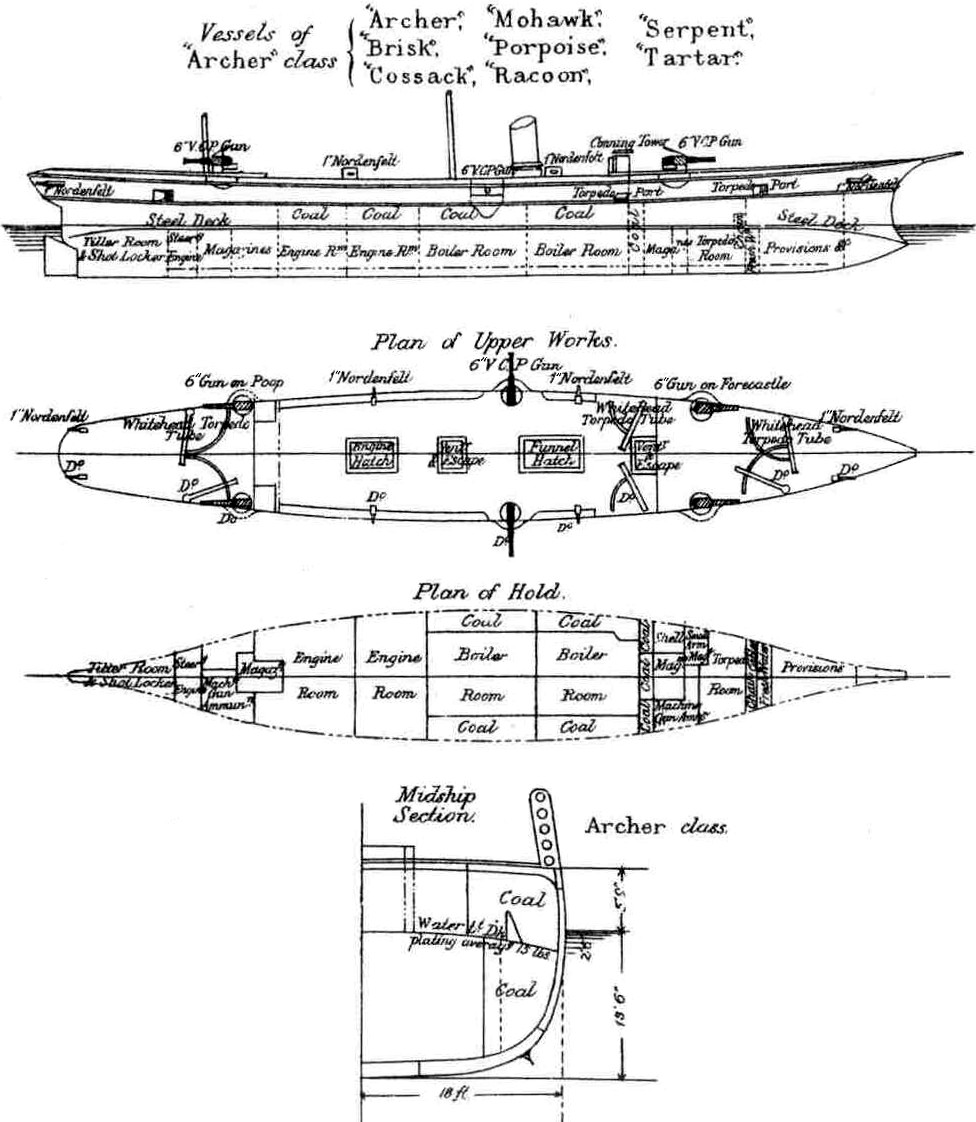
Planos do cruzador torpedeiro HMS Archer

Dois dos cruzadores torpedeiros austro-húngaros, Panther e Leopard, foram projetados pelo arquiteto naval inglês Sir William White, no meados da década de 1880, período em que também houve um intenso entusiasmo pelo tipo no Almirantado Britânico. O navio único HMS Rattlesnake e os dois navios da classe Scout foram prontamente seguidos por inúmeros canhoneiras torpedo, duas canhoneiras torpedo da classe Curlew e os navios maiores da classe Archer. O cruzador torpedeiro era visto como um navio com potencial para se tornar a espinha dorsal da frota em todo o mundo, combinando a utilidade da canhoneira, a velocidade de um navio despachante e um potencial de ataque comparável a um encouraçado maior - "valioso durante a paz e inestimável durante a guerra". No entanto, a classe Archer estava excessivamente armada, comprometendo sua navegabilidade, e isso prejudicou a reputação do tipo na Grã-Bretanha: o pedido total para a classe foi reduzido de vinte para oito navios, e a Marinha Real abandonou rapidamente completamente a designação "cruzador torpedeiro". Isso pode ter sido uma reação exagerada: oficiais navais e projetistas de navios instaram o alto comando a simplesmente reduzir o armamento, e White continuou a produzir o que eram efetivamente cruzadores torpedo sob diferentes designações, os "cruzadores de terceira classe" da classe Barracouta e os maiores da classe Medea, designados como "cruzadores protegidos de segunda classe".
Os cruzadores torpededeiros também foram adquiridos precocemente por uma marinha sul-americana, a Marinha Chilena. A Marinha Chilena encomendou no final da década de 1880, no estaleiro Laird Brothers, duas canhoneiras da classe Almirante Lynch, Almirante Lynch e Almirante Condell, consideradas por algumas fontes como cruzadores torpedeiros. Esses dois navios tiveram um sucesso militar notável durante a Guerra Civil Chilena de 1891, quando atacaram e afundaram o encouraçado Blanco Encalada na Batalha Naval de Caldera. Em 1896, a Marinha Chilena adquiriu o Almirante Simpson. Ambos foram aposentado a partir de 1915. A Marinha dos Estados Unidos foi talvez a única marinha mundial que não adquiriu nenhum cruzador torpedeiro durante esse período - seu processo de aquisição para o "cruzador torpedeiro n.º 1" falhou devido a exigências irrealisticamente ambiciosas de alto desempenho a baixo custo.

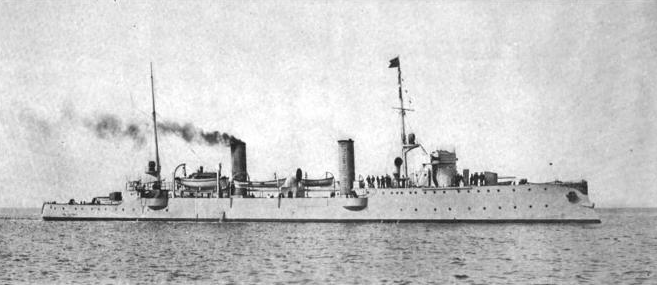
Um dos dois cruzadores torpedeiros da classe Peyk-i Şevket

No entanto, nesse ponto, o tipo estava caindo em desfavor. A publicação da obra seminal de Alfred Thayer Mahan, "The Influence of Sea Power upon History", em 1890, persuadiu muitos especialistas a abandonar a teoria da Jeune École em favor de uma frota centrada em poderosos encouraçados. Simultaneamente, os primeiros cruzadores leves modernos começaram a surgir. Esses navios, como a classe Gazelle alemã, tinham a velocidade e o armamento de torpedo dos primeiros cruzadores torpedeiros, mas tinham um casco maior que também lhes permitia carregar o armamento de canhões e a blindagem de cruzadores protegidos maiores. Refletindo a mudança de pensamento, a Gazelle foi projetada como um torpedokreuzer ampliado, combinando a salva padrão de três tubos de torpedo com um armamento de canhões mais forte, mas os navios posteriores da mesma classe foram concluídos com apenas um tubo fixo em cada lado, projetado para táticas de linha de batalha.[carece de fontes?]
Outro novo tipo que ameaçava usurpar o papel do cruzador torpedeiro era contratorpedeiro. O conceito foi influenciado pelo cruzador torpedeiro espanhol Destructor lançado em 1886, mas o tipo britânico subsequente pioneiro em 1892 era menor e mais rápido, sendo rapidamente adotado por todas as grandes marinhas da década de 1890.[carece de fontes?]
Entretanto, navios do tipo torpedokreuzer alemão continuaram a ser construídos para diversas marinhas fora das grandes potências. Os cinco navios da classe Örnen da Suécia, construídos no final da década de 1890, permaneceram em serviço por muitas décadas. Estaleiros alemães também produziram vários cruzadores torpedeiros para exportação a vários clientes estrangeiros, com a Krupp construindo três para a Marinha do Brasil, (classe Tupi, Tupi, Timbira e Tamoio) um para a Marinha Nacional do Uruguai e dois para a classe Peyk-i Şevket da Marinha Otomana, concluídos em 1907.
Uma frota de batalha de uma grande potência que continuou a utilizar o cruzador torpedeiro foi a Marinha Imperial Russa. Eles empregavam navios de guerra armados com torpedos desde a década de 1870, usando "cortadores de torpedos" com sucesso contra os otomanos na década de 1870, e lançaram o grande "navio torpedo" Vzryv em 1877, mas seu primeiro navio especificamente designado como um cruzador torpedeiro foi o Leytenant Ilyin de 1886, seguido por um navio irmão em 1889, e na década de 1890 pelos seis navios da classe Kazarskiy e o mais pesadamente armado Abrek. Esses coexistiam com contratorpedeiros convencionais do tipo britânico, e o início da Guerra Russo-Japonesa em 1904 motivou a construção de mais vinte e quatro navios do tipo - eles se distinguiram dos contratorpedeiros contemporâneos por serem ligeiramente mais lentos, mas maiores, mais pesadamente armados e mais navegáveis. Para acelerar a produção, a maioria deles foi construída em colaboração com estaleiros alemães, embora a classe Leytenant Shestakov tenha sido um design inteiramente doméstico. Todos eram semelhantes em tamanho e capacidades, geralmente com uma velocidade de cerca de 25 nós (46 km/h; 29 mph), três tubos de torpedo de 457 mm (18,0 pol.), dois canhões de 75 mm (3,0 pol.) e quatro canhões de 57 mm (2,2 pol.), e, diferentemente da forma de casco com borda livre alta dos cruzadores torpedeiros anteriores, eram navios com borda livre baixa e uma previsão alta: este estilo de casco tinha se originado nos cruzadores do final do século XIX, mas estava começando a ser associado a contratorpedeiros (como a classe River britânica), e em 1907, como parte da revisão do pensamento naval após a Batalha de Tsushima, os russos optaram por reclassificar todos os seus cruzadores torpedeiros como parte da frota de contratorpedeiros.[carece de fontes?]

### Segunda Guerra Mundial
A Marinha Imperial Japonesa enfrentou uma desvantagem numérica em relação à Marinha dos Estados Unidos, e antes da Guerra do Pacífico, formularam uma estratégia de atacar as frotas americanas por meio de táticas de emboscada, com forte dependência de torpedos. Este plano enfatizava principalmente submarinos, mas com o desenvolvimento do torpedo tipo 93, surgiu a necessidade de navios de superfície que pudessem acomodar tais armamentos. Três navios da classe Kuma de cruzadores leves foram designados para reforma, nomeadamente o Kitakami, Ōi e Kiso. A renovação de Ōi e Kitakami começou em 1941, com a expansão em larga escala do casco, aumento da ponte e remoção dos armamentos principais e secundários. Tubos de torpedo quádruplos de 61 centímetros (24 pol.) foram montados nas embarcações, com 5 suportes e 20 compartimentos de cada lado, totalizando 10 suportes e 40 compartimentos. Kiso estava planejado para modificação, no entanto, as reformas nunca foram realizadas. Kitakami e Ōi serviram apenas brevemente nesse novo papel, mas não foram utilizados operacionalmente antes de serem convertidos em transportes de tropas de alta velocidade em 1942.